# Damianos Kattar
Damianos Kattar – libański ekonomista, polityk i wykładowca akademicki, katolik-maronita. W kwietniu 2005 roku został mianowany ministrem finansów oraz ekonomii i handlu w tymczasowym rządzie Nadżiba Mikatiego. Był wymieniany jako jeden z potencjalnych następców prezydenta Émile'a Lahouda.